# 鈴廣
鈴廣（すずひろ）は、神奈川県小田原市風祭に本社を置くかまぼこ（小田原蒲鉾）を中心にした食品会社の屋号である。また、株式会社鈴廣蒲鉾本店（すずひろかまぼこほんてん）の商標であり、その会社が形成する企業グループをも指す。

## 概要
慶応元年の創業以来、かまぼこを中心に水産練製品の製造、販売を手がけるが、近年は「かまぼこ板絵美術館」やレストラン「えれんな ごっそ」の運営等も行っている。次の企業で鈴廣グループを形成している。

## グループ会社
出典:
- 株式会社鈴廣蒲鉾本店 - 鈴廣グループ全体の管理部門。
- 鈴廣かまぼこ株式会社 - 商品製造部門。小田原市内に風祭工場と惠水（めぐみ）工場がある。
- スズヒロシーフーズ株式会社 - 業務用食材の卸販売部門。
- インターシーズ株式会社 - 原材料の海外調達部門。

### 過去のグループ会社
- 株式会社小田原鈴廣 - 商品販売・飲食サービス部門。かまぼこの里を運営。
- 株式会社村田屋権右衛門商店 - 新規ブランド製品の販売担当。
- 株式会社マリンサプリ - 魚肉を活かした新規事業。

## 歴史
- 1780年頃（天明年間） - 初代村田屋権右衛門が小田原宮の前（現:小田原市本町）で網元として魚商を営む。商標を「やまきゅうぼし」（やま＝箱根山・きゅう＝久・ほし＝星で、箱根山に幾久しく輝く星を意味する）とする。
- 1865年（元治2年） - 四代目村田屋権右衛門が漁業の副業として代官町（現：小田原市本町1丁目）で蒲鉾製造開始。
- 1865年（慶応元年） - この年を以って創業とする。この頃、蒲鉾は小田原宿、箱根温泉等の客に賞味され、参勤交代の大名、武士の食膳には必ず上がるものになる。
- 1871年（明治4年） - 村田屋権右衛門が戸籍法により鈴木姓を名乗り、鈴木権右衛門となる。
- 1887年（明治20年）頃 - 六代鈴木廣吉が千度小路（現：小田原市本町）に店を移転し、蒲鉾製造を本業とする。屋号を「鈴廣」と改める。
- 1951年（昭和26年）3月1日 - 株式会社鈴廣蒲鉾店と改称。個人経営を改め、会社組織となる。
- 1962年（昭和37年） - 風祭工場完成。
- 1962年（昭和37年）3月10日 - 商号を鈴廣蒲鉾工業株式会社と改称。
- 1995年（平成7年）7月3日 - 惠水工場完成。
- 1996年（平成8年）11月15日 - かまぼこ博物館オープン。
- 1997年（平成9年）3月8日 - 鈴廣かまぼこ株式会社へ社名変更。
- 1997年（平成9年）11月7日 - 箱根ビール藏オープン。
- 2000年（平成12年） - レストラン千世倭樓がオープン。
- 2004年（平成16年） - 御殿場店がオープン。
- 2007年（平成19年）6月15日 - 鈴廣かまぼこの里オープン。

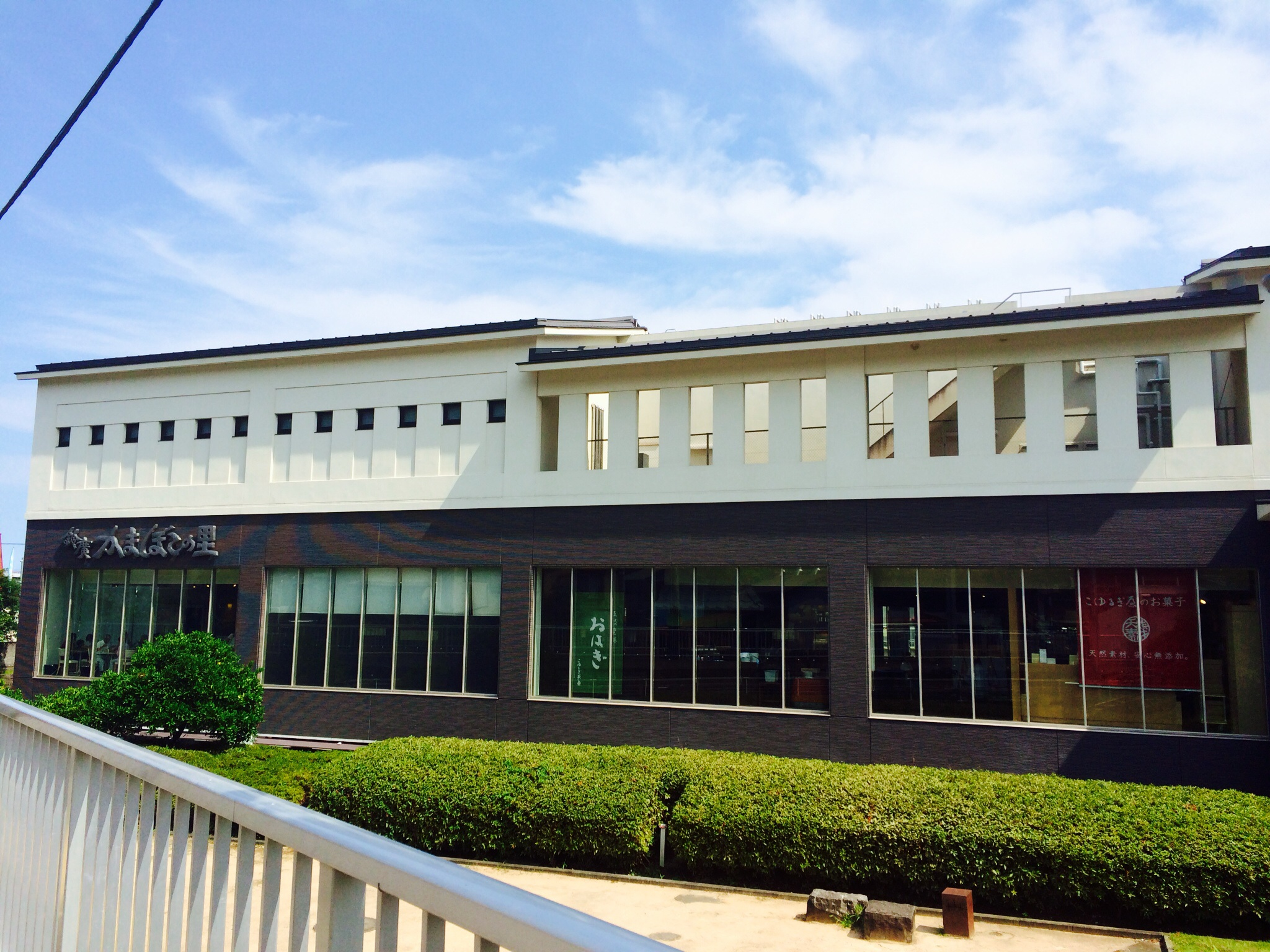
鈴廣かまぼこの里

- 2009年（平成21年） - レストランえれんな ごっそがオープン。
- 2015年（平成27年） - 浅草店オープン。
- 2019年（平成31年） - 江の浦店オープン。

## 工場

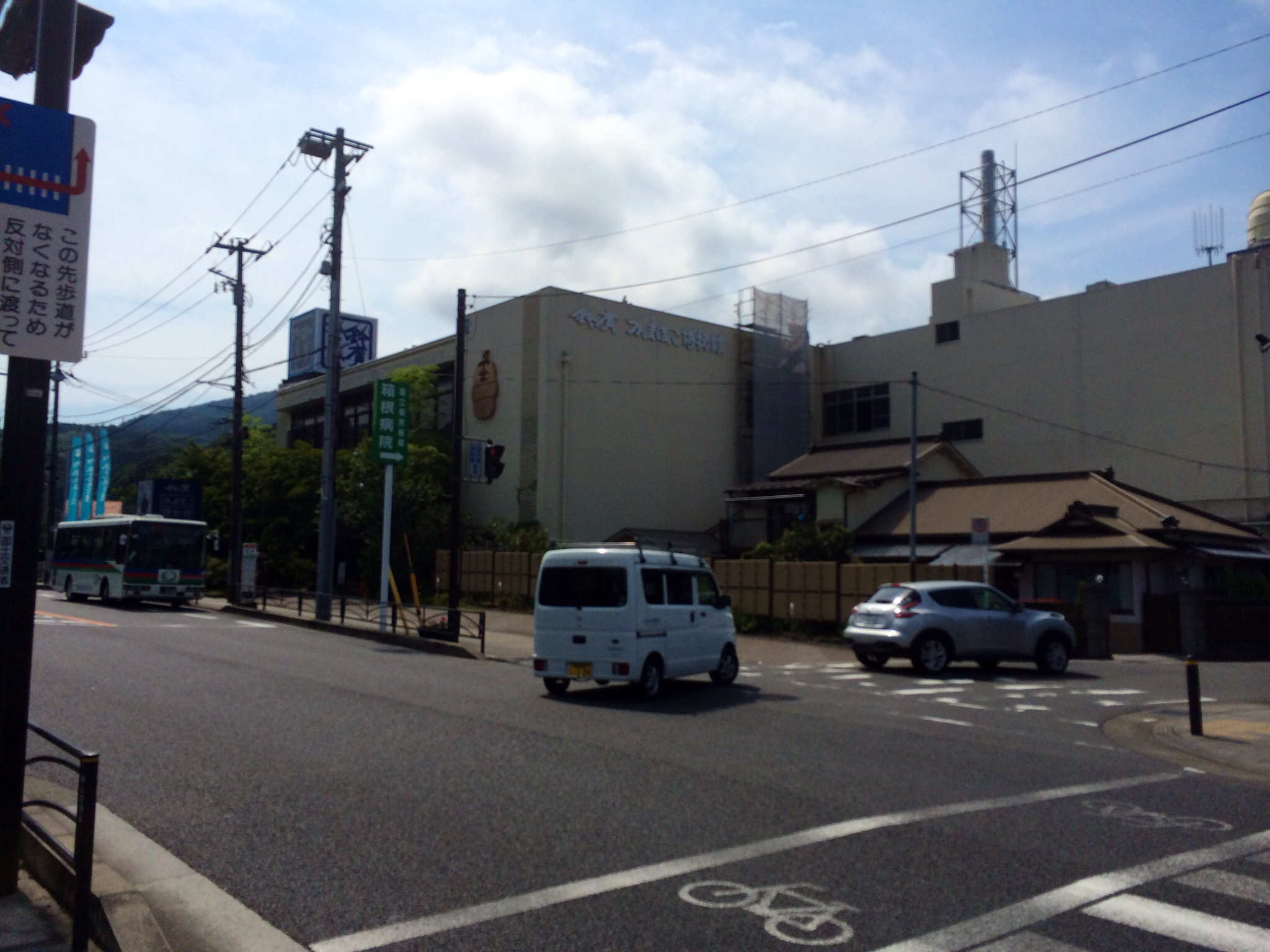
風祭工場 (2016年)

- 風祭工場 - 神奈川県小田原市風祭245・箱根登山電車風祭駅付近。
- 惠水工場 - 神奈川県小田原市成田（なるだ）974・酒匂川に面して立地。

## 主な商品

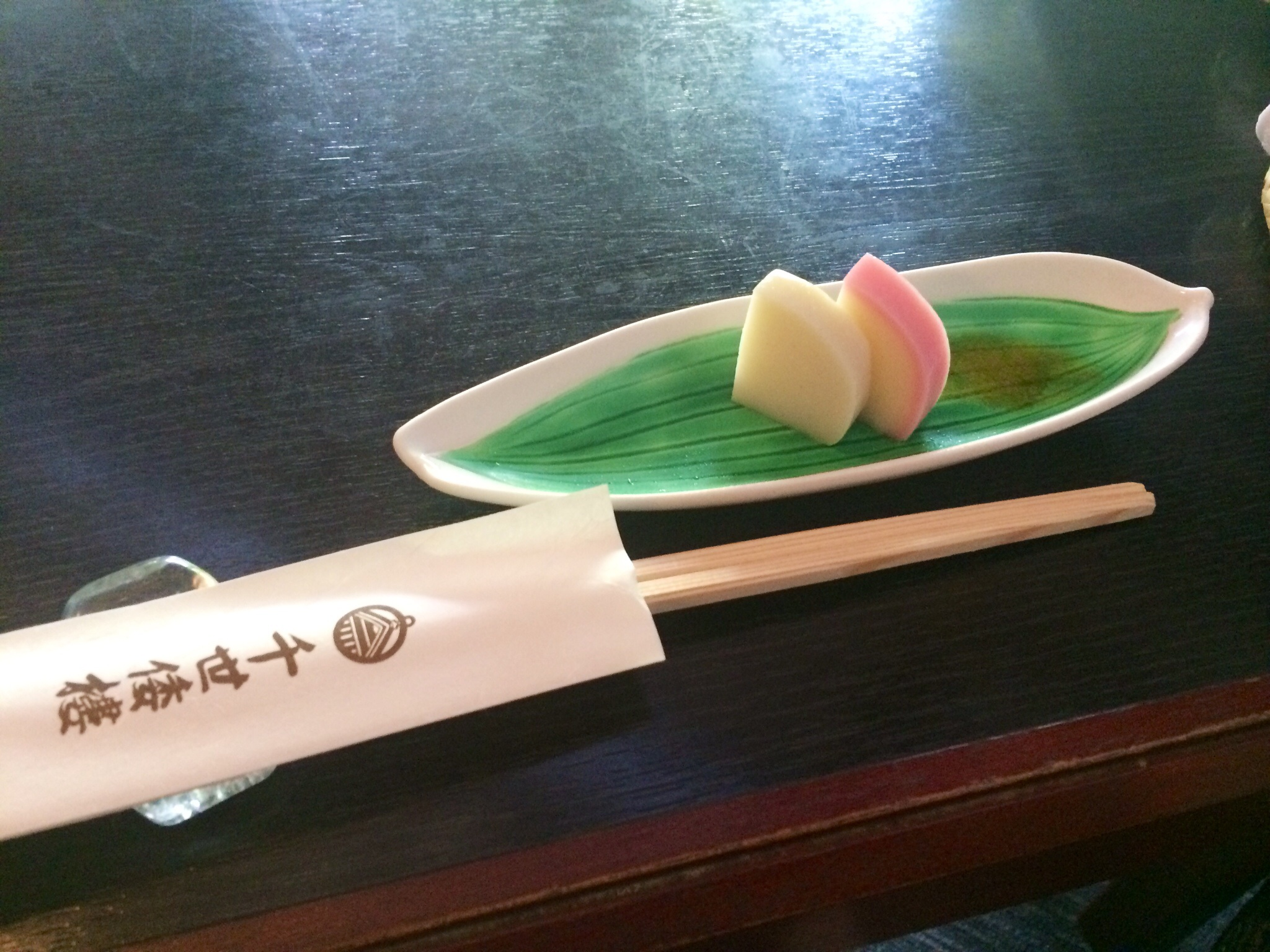
蒸しかまぼこ

- 蒲鉾（蒸しかまぼこ）
- 焼き蒲鉾
- 揚げ蒲鉾
- 茹で蒲鉾（しんじょ）
- 伊達巻
- 竹輪
- サプリメント（魚肉ペプチド）

## その他

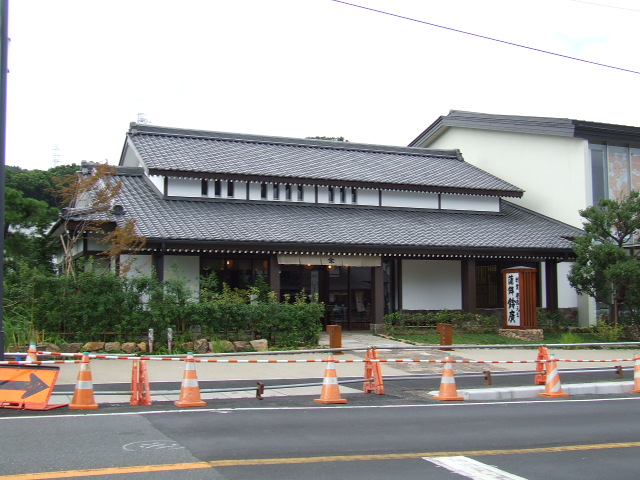
鈴廣蒲鉾本店(風祭)

- 風祭のかまぼこ博物館が、小田原市の「街かど博物館」に指定されている。
- フィッシュケーキ事業「SEAtoYOUsuzuhiro」を展開している。当初は「FISHCAKE&DELI」という名称で、代官山への出店や、各地で催事展開を行った。ららぽーと横浜にも出店していたが、こちらは2008年3月27日に閉店。2011年より、ブランド名を変更し、現在は風祭店内にインストアショップを展開するほか、移動販売車をつかったプロモーションも実施している。主力商品は海のソーセージ｢シーセージ（Sea-sage）」と「シーフランク（Sea-frank）」。
- 箱根駅伝の小田原中継所は鈴廣かまぼこの里（鈴廣本社前）にあり、「鈴廣前」という通称で親しまれている[2]。
- 蒲鉾に使用する魚のすり身を酵素分解した「魚肉ペプチド」を活用し、「サカナのちから」シリーズで機能性表示食品を開発[3]。
- 2020年にサッカー日本代表の長友佑都選手と 魚肉たんぱく同盟 を発足し、健康維持に欠かせないたんぱく質の中でも「魚肉たんぱく」の魅力を伝える活動をしている。
- 2025年5月、青山学院大学陸上競技部の監督として箱根駅伝競走で8度の総合優勝に導いた原晋が、当社の魚肉たんぱく戦略アドバイザーへ就任した[4]。

## テレビ番組
- 日経スペシャル カンブリア宮殿 創業150年 蒲鉾の価値を次世代に！ 職人技を武器に勝つ 老舗店の格闘記（2018年4月26日、テレビ東京）[5]